# Саусаліто (стадіон)
Estadio Sausalito (ісп. вимова: [sawsaˈlito] ; Стадіон Саусаліто) — багатоцільовий стадіон у Вінья-дель-Мар, Чилі.
Зараз він використовується в основному для футбольних матчів і є домашнім майданчиком CD Everton. Стадіон вміщує 22 360 осіб, побудований у 1929 році та повністю реконструйований у 2015 році. Стадіон приймав чемпіонат світу 1962 року, двічі Кубок Америки (1991 і 2015) і чемпіонат світу з футболу U-17.
Назва походить від міста- побратима Саусаліто, Каліфорнія, яке, своєю чергою, перейменувало свою головну площу на Вінья-дель-Мар у 1960-х роках.

## Історія

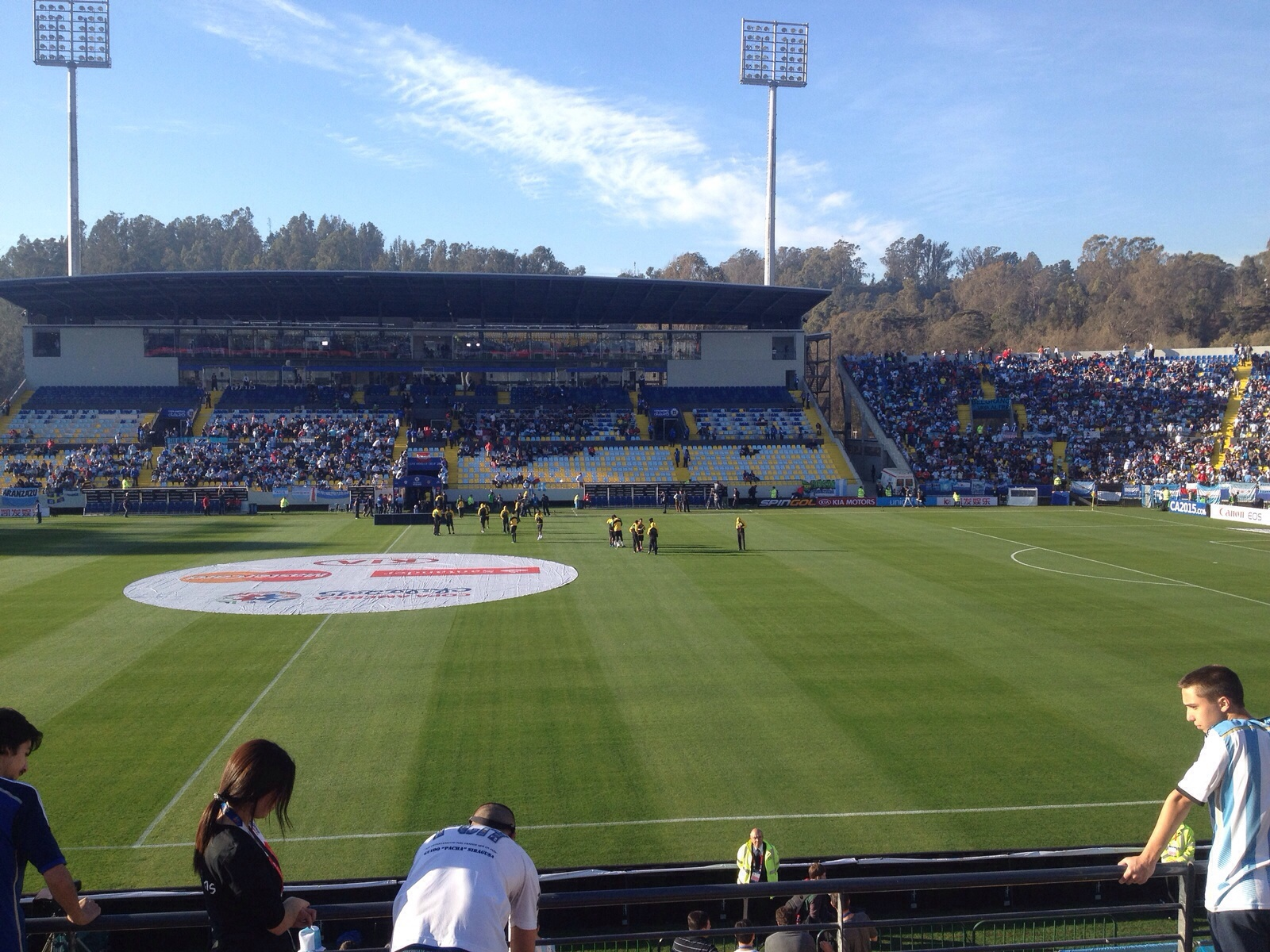
Стадіон Саусаліто перед матчем Кубка Америки 2015 між Аргентиною та Ямайкою 20 червня.

Він був побудований під час уряду Карлоса Ібаньєса дель Кампо в 1929 році.
У 1960 році стадіон був практично зруйнований землетрусом у Вальдівії, але швидка реконструкція, профінансована муніципалітетом, сприяла тому, що стадіон був обраний одним з об'єктів для проведення Чемпіонату світу 1962 року, на якому відбулися всі ігри групи С, а також чвертьфінальні та півфінальні матчі відповідно.
У 1991 році Саусаліто повернувся в міжнародний футбол, ставши одним з чотирьох місць проведення Кубка Америки того року, поряд з Сантьяго, Вальпараїсо та Консепсьйоном.
У січні 2004 року на стадіоні було встановлено нове електронне табло в рамках вимог до проведення передолімпійського турніру того року.
19 липня 2012 року президент Чилі Себастьян Піньєра оголосив про перепланування стадіону для проведення Кубка Америки 2015 року та Чемпіонату світу з футболу U-17 того ж року, яке розпочалося за його уряду та завершився за кілька днів до Кубка Америки під час уряду Мішель Бачелет.
У липні 2022 року було підтверджено проведення чоловічого футбольного турніру на Панамериканських іграх 2023 року.

## Міжнародні матчі
Як одне з місць проведення Чемпіонату світу 1962 року, стадіон «Саусаліто» приймав вісім матчів, включаючи півфінал між Чехословаччиною та Югославією. Він також був одним з чотирьох стадіонів, що приймали матчі під час Кубка Америки 1991 року та одним з восьми стадіонів, що приймали матчі Кубка Америки 2015 року.

### Чемпіонат світу з футболу 1962 року
| Дата                | Час (UTC–4) | Команда № 1    | Результат | Команда № 2    | Раунд       | Відвідуваність |
| ------------------- | ----------- | -------------- | --------- | -------------- | ----------- | -------------- |
| 30 травня 1962 року | 15:00       | Бразилія       | 2–0       | Мексика        | 3 група     | 10 484         |
| 31 травня 1962 року | 15:00       | Чехословаччина | 1–0       | Іспанія        | 3 група     | 12 700         |
| 2 червня 1962 року  | 15:00       | Бразилія       | 0–0       | Чехословаччина | 3 група     | 14 903         |
| 3 червня 1962 року  | 15:00       | Іспанія        | 1–0       | Мексика        | 3 група     | 11 875         |
| 6 червня 1962 року  | 15:00       | Бразилія       | 2–1       | Іспанія        | 3 група     | 18 715         |
| 7 червня 1962 року  | 15:00       | Мексика        | 3–1       | Чехословаччина | 3 група     | 10 648         |
| 10 червня 1962 року | 14:30       | Бразилія       | 3–1       | Англія         | Чвертьфінал | 17 736         |
| 13 червня 1962 року | 14:30       | Чехословаччина | 3–1       | Югославія      | Півфінал    | 5 890          |

### Кубок Америки 1991 року
| Дата               | Час (UTC–4) | Команда № 1 | Результат | Команда № 2 | Раунд   | Відвідуваність |
| ------------------ | ----------- | ----------- | --------- | ----------- | ------- | -------------- |
| 9 липня 1991 року  |             | Уругвай     | 1–1       | Еквадор     | Група В | 18 430         |
| 9 липня 1991 року  |             | Бразилія    | 2–1       | Болівія     | Група В | 18 430         |
| 11 липня 1991 року |             | Колумбія    | 0–0       | Болівія     | Група В | 19 350         |
| 11 липня 1991 року |             | Бразилія    | 1–1       | Уругвай     | Група В | 19 350         |
| 13 липня 1991 року |             | Еквадор     | 4–0       | Болівія     | Група В | 17 250         |
| 13 липня 1991 року |             | Колумбія    | 2–0       | Бразилія    | Група В | 17 250         |
| 15 липня 1991 року |             | Уругвай     | 1–0       | Колумбія    | Група В | 19 000         |
| 15 липня 1991 року |             | Бразилія    | 3–1       | Еквадор     | Група В | 19 000         |

### Кубок Америки 2015
| Дата                | Час (UTC−3) | Команда № 1 | рез.           | Команда № 2 | Раунд       | Відвідуваність |
| ------------------- | ----------- | ----------- | -------------- | ----------- | ----------- | -------------- |
| 12 червня 2015 року | 20:30       | Мексика     | 0–0            | Болівія     | Група А     | 14 987         |
| 20 червня 2015 року | 18:30       | Аргентина   | 1–0            | Ямайка      | Група В     | 21 083         |
| 26 червня 2015 року | 20:30       | Аргентина   | 0–0 (п.п. 5–4) | Колумбія    | Чвертьфінал | 21 508         |

### Чемпіонат світу з футболу U-17 2015
| Дата               | Час (UTC–3) | Команда № 1 | Результат | Команда № 2   | Раунд               | Відвідуваність |
| ------------------ | ----------- | ----------- | --------- | ------------- | ------------------- | -------------- |
| 20 жовтня 2015 р   | 17:00       | США         | 2–2       | Хорватія      | Група А             | 21 893         |
| 20 жовтня 2015 р   | 20:00       | Чилі        | 1–5       | Нігерія       | Група А             | 21 893         |
| 23 жовтня 2015 р   | 17:00       | Гвінея      | 1–3       | Бразилія      | Група В             | 19,321         |
| 23 жовтня 2015 р   | 20:00       | США         | 1–4       | Чилі          | Група А             | 19,321         |
| 28 жовтня 2015 р   | 17:00       | Бразилія    | 1–0       | Нова Зеландія | 1/8 фіналу          | 4,265          |
| 28 жовтня 2015 р   | 20:00       | Нігерія     | 6–0       | Австралія     | 1/8 фіналу          | 4,265          |
| 1 листопада 2015 р | 16:00       | Бразилія    | 0–3       | Нігерія       | Чвертьфінал         | 5880           |
| 8 листопада 2015 р | 16:00       | Бельгія     | 3–2       | Мексика       | Матч за третє місце | 15,235         |
| 8 листопада 2015 р | 19:00       | Малі        | 0–2       | Нігерія       | Остаточний          | 15,235         |